# Washington Square (Henry James)
Washington Square é uma novela de Henry James. Publicada originalmente em 1880 como série em Cornhill Magazine e Harper's New Monthly Magazine, é uma tragicomédia de estrutura simples que conta a história de uma filha tola, mas doce, e seu pai brilhante e dominador. A trama é baseada em uma história real contada a James por sua amiga próxima, a atriz inglesa Fanny Kemble. O livro é geralmente comparado ao trabalho de Jane Austen, devido à clareza e graça de sua prosa e profunda concentração nas relações familiares. James era dificilmente um grande admirador de Austen; portanto, provavelmente não teria considerado a comparação muito elogiosa. De fato, James não era um grande fã da própria novela. Tentou revisá-la para incluí-la na Edição de Nova Iorque de sua ficção (1907-1909), mas descobriu que não conseguiria, e a novela não foi inclusa. Outros leitores, contudo, apreciaram o livro o suficiente para torná-los um dos mais populares no cânone de James. Foi adaptado duas vezes para o cinema, uma delas por William Wyler e a outra por Agnieszka Holland.